# Vuelta a Andalucía 2020
La Vuelta a Andalucía 2020, sessantaseiesima edizione della corsa e valevole come ottava prova dell'UCI ProSeries 2020 categoria 2.Pro, si svolse in cinque tappe dal 19 al 23 febbraio 2020 su un percorso di 686,8 km, con partenza da Alhaurín de la Torre e arrivo a Mijas, nella comunità autonoma dell'Andalucía in Spagna. La vittoria fu appannaggio del danese Jakob Fuglsang, il quale completò il percorso in 17h47'58", precedendo l'australiano Jack Haig e lo spagnolo Mikel Landa.
Sul traguardo di Mijas 127 ciclisti, su 144 partiti da Alhaurín de la Torre, portarono a termine la competizione.

## Tappe
| Tappa  | Data        | Percorso                          | km    | Vincitore di tappa | Leader cl. generale |
| ------ | ----------- | --------------------------------- | ----- | ------------------ | ------------------- |
| 1ª     | 19 febbraio | Alhaurín de la Torre > Grazalema  | 173,8 | Jakob Fuglsang     | Jakob Fuglsang      |
| 2ª     | 20 febbraio | Siviglia > Iznájar                | 198,1 | Gonzalo Serrano    | Jakob Fuglsang      |
| 3ª     | 21 febbraio | Jaén > Úbeda                      | 176,9 | Jakob Fuglsang     | Jakob Fuglsang      |
| 4ª     | 22 febbraio | Villanueva Mesía > Granada        | 125   | Jack Haig          | Jakob Fuglsang      |
| 5ª     | 23 febbraio | Mijas > Mijas (cron. individuale) | 13    | Dylan Teuns        | Jakob Fuglsang      |
| Totale | Totale      | Totale                            | 686,8 |                    |                     |

## Squadre e corridori partecipanti
| N.      | Cod. | Squadra                |
| ------- | ---- | ---------------------- |
| 1-7     | AST  | Astana Pro Team        |
| 11-17   | TJV  | Team Jumbo-Visma       |
| 21-27   | MTS  | Mitchelton-Scott       |
| 31-37   | MOV  | Movistar Team          |
| 41-47   | LTS  | Lotto Soudal           |
| 51-57   | TBM  | Bahrain-McLaren        |
| 61-67   | ALM  | AG2R La Mondiale       |
| 71-77   | UAD  | UAE Team Emirates      |
| 81-87   | CWG  | Circus-Wanty Gobert    |
| 91-97   | TDE  | Total Direct Énergie   |
| 101-107 | CJR  | Caja Rural-Seguros RGA |

| N.      | Cod. | Squadra                     |
| ------- | ---- | --------------------------- |
| 111-117 | BVC  | B&B Hotels-Vital Concept    |
| 121-127 | AFC  | Alpecin-Fenix               |
| 131-137 | FUO  | Fundación-Orbea             |
| 141-147 | ARK  | Team Arkéa-Samsic           |
| 151-157 | RIW  | Riwal Readynez Cycling Team |
| 161-167 | SVB  | Sport Vlaanderen-Baloise    |
| 171-177 | GAZ  | Gazprom-RusVelo             |
| 181-187 | BBH  | Burgos-BH                   |
| 191-197 | WVA  | Bingoal-Wallonie Bruxelles  |
| 201-207 | KPH  | Kern Pharma                 |

## Dettagli delle tappe

### 1ª tappa
- 19 febbraio: Alhaurín de la Torre > Grazalema – 173,8 km

Risultati
| Pos. | Corridore      | Squadra | Tempo    |
| ---- | -------------- | ------- | -------- |
| 1    | Jakob Fuglsang | Astana  | 4h11'08" |
| 2    | Mikel Landa    | Bahrain | a 6"     |
| 3    | Dylan Teuns    | Bahrain | a 25"    |

| Pos. | Corridore      | Squadra | Tempo    |
| ---- | -------------- | ------- | -------- |
| 1    | Jakob Fuglsang | Astana  | 4h11'08" |
| 2    | Mikel Landa    | Bahrain | a 6"     |
| 3    | Dylan Teuns    | Bahrain | a 25"    |

### 2ª tappa
- 20 febbraio: Siviglia > Iznájar – 198,1 km

Risultati
| Pos. | Corridore        | Squadra    | Tempo    |
| ---- | ---------------- | ---------- | -------- |
| 1    | Gonzalo Serrano  | Caja Rural | 5h07'49" |
| 2    | Juan José Lobato | Fundación  | a 2"     |
| 3    | Dylan Teuns      | Bahrain    | s.t.     |

| Pos. | Corridore      | Squadra | Tempo    |
| ---- | -------------- | ------- | -------- |
| 1    | Jakob Fuglsang | Astana  | 9h49'01" |
| 2    | Mikel Landa    | Bahrain | a 6"     |
| 3    | Dylan Teuns    | Bahrain | a 23"    |

### 3ª tappa
- 21 febbraio: Jaén > Úbeda – 176,9 km

Risultati
| Pos. | Corridore       | Squadra | Tempo    |
| ---- | --------------- | ------- | -------- |
| 1    | Jakob Fuglsang  | Astana  | 4h33'25" |
| 2    | Pello Bilbao    | Bahrain | s.t.     |
| 3    | Brandon McNulty | UAE     | a 1"     |

| Pos. | Corridore      | Squadra | Tempo     |
| ---- | -------------- | ------- | --------- |
| 1    | Jakob Fuglsang | Astana  | 14h22'26" |
| 2    | Mikel Landa    | Bahrain | a 14"     |
| 3    | Pello Bilbao   | Bahrain | a 30"     |

### 4ª tappa
- 22 febbraio: Villanueva Mesía > Granada – 125 km

Risultati
| Pos. | Corridore      | Squadra    | Tempo    |
| ---- | -------------- | ---------- | -------- |
| 1    | Jack Haig      | Mitchelton | 3h07'35" |
| 2    | Jakob Fuglsang | Astana     | s.t.     |
| 3    | Mikel Landa    | Bahrain    | s.t.     |

| Pos. | Corridore      | Squadra    | Tempo     |
| ---- | -------------- | ---------- | --------- |
| 1    | Jakob Fuglsang | Astana     | 17h30'01" |
| 2    | Mikel Landa    | Bahrain    | a 14"     |
| 3    | Jack Haig      | Mitchelton | a 35"     |

### 5ª tappa
- 23 febbraio: Mijas > Mijas – Cronometro individuale – 13 km

Risultati
| Pos. | Corridore      | Squadra    | Tempo  |
| ---- | -------------- | ---------- | ------ |
| 1    | Dylan Teuns    | Bahrain    | 17'57" |
| 2    | Jakob Fuglsang | Astana     | s.t.   |
| 3    | Alex Edmondson | Mitchelton | a 2"   |

| Pos. | Corridore      | Squadra    | Tempo     |
| ---- | -------------- | ---------- | --------- |
| 1    | Jakob Fuglsang | Astana     | 17h47'58" |
| 2    | Jack Haig      | Mitchelton | a 59"     |
| 3    | Mikel Landa    | Bahrain    | a 1'12"   |

## Evoluzione delle classifiche
| Tappa              | Vincitore          | Classifica generale Maglia rossa | Classifica a punti Maglia gialla | Classifica scalatori Maglia verde | Classifica traguardi volanti Maglia blu | Classifica a squadre |
| ------------------ | ------------------ | -------------------------------- | -------------------------------- | --------------------------------- | --------------------------------------- | -------------------- |
| 1ª                 | Jakob Fuglsang     | Jakob Fuglsang                   | Jakob Fuglsang                   | Jakob Fuglsang                    | Carmelo Urbano                          | Bahrain-McLaren      |
| 2ª                 | Gonzalo Serrano    | Jakob Fuglsang                   | Jakob Fuglsang                   | Jakob Fuglsang                    | Carmelo Urbano                          | Bahrain-McLaren      |
| 3ª                 | Jakob Fuglsang     | Jakob Fuglsang                   | Jakob Fuglsang                   | Floris De Tier                    | Loïc Vliegen                            | Bahrain-McLaren      |
| 4ª                 | Jack Haig          | Jakob Fuglsang                   | Jakob Fuglsang                   | Floris De Tier                    | Loïc Vliegen                            | Bahrain-McLaren      |
| 5ª                 | Dylan Teuns        | Jakob Fuglsang                   | Jakob Fuglsang                   | Floris De Tier                    | Loïc Vliegen                            | Bahrain-McLaren      |
| Classifiche finali | Classifiche finali | Jakob Fuglsang                   | Jakob Fuglsang                   | Floris De Tier                    | Loïc Vliegen                            | Bahrain-McLaren      |

Maglie indossate da altri ciclisti in caso di due o più maglie vinte
- Nella 2ª tappa Mikel Landa ha indossato la maglia gialla al posto di Jakob Fuglsang e Jack Haig ha indossato quella verde al posto di Jakob Fuglsang.
- Nella 3ª tappa Mikel Landa ha indossato la maglia verde al posto di Jakob Fuglsang.
- Nella 3ª e 4ª tappa Dylan Teuns ha indossato la maglia gialla al posto di Jakob Fuglsang.
- Nella 5ª tappa Jack Haig ha indossato la maglia gialla al posto di Jakob Fuglsang.

## Classifiche finali

### Classifica generale - Maglia rossa
| Pos. | Corridore       | Squadra    | Tempo     |
| ---- | --------------- | ---------- | --------- |
| 1    | Jakob Fuglsang  | Astana     | 17h47'58" |
| 2    | Jack Haig       | Mitchelton | a 59"     |
| 3    | Mikel Landa     | Bahrain    | a 1'12"   |
| 4    | Ion Izagirre    | Astana     | a 1'18"   |
| 5    | Dylan Teuns     | Bahrain    | a 1'45"   |
| 6    | Pello Bilbao    | Bahrain    | a 1'47"   |
| 7    | Brandon McNulty | UAE        | a 3'08"   |
| 8    | Marc Soler      | Movistar   | a 3'21"   |
| 9    | Rubén Fernández | Fundación  | a 3'33"   |
| 10   | Harm Vanhoucke  | Lotto      | a 4'12"   |

### Classifica a punti - Maglia gialla
| Pos. | Corridore      | Squadra    | Punti |
| ---- | -------------- | ---------- | ----- |
| 1    | Jakob Fuglsang | Astana     | 100   |
| 2    | Dylan Teuns    | Bahrain    | 77    |
| 3    | Jack Haig      | Mitchelton | 69    |
| 4    | Ion Izagirre   | Astana     | 54    |
| 5    | Pello Bilbao   | Bahrain    | 54    |

### Classifica scalatori - Maglia verde
| Pos. | Corridore      | Squadra    | Punti |
| ---- | -------------- | ---------- | ----- |
| 1    | Floris De Tier | Alpecin    | 32    |
| 2    | Mikel Bizkarra | Fundación  | 20    |
| 3    | Jakob Fuglsang | Astana     | 16    |
| 4    | Jack Haig      | Mitchelton | 16    |
| 5    | Mikel Landa    | Bahrain    | 16    |

### Classifica traguardi volanti - Maglia blu
| Pos. | Corridore      | Squadra    | Punti |
| ---- | -------------- | ---------- | ----- |
| 1    | Loïc Vliegen   | Circus     | 8     |
| 2    | Carmelo Urbano | Caja Rural | 6     |
| 3    | Ángel Madrazo  | Burgos-BH  | 3     |
| 4    | Jérôme Cousin  | Total      | 3     |
| 5    | Louis Vervaeke | Alpecin    | 2     |

### Classifica a squadre
| Pos. | Squadra          | Tempo     |
| ---- | ---------------- | --------- |
| 1    | Bahrain-McLaren  | 53h28'13" |
| 2    | Mitchelton-Scott | a 4'38"   |
| 3    | Astana Pro Team  | a 12'18"  |
| 4    | Movistar Team    | a 15'44"  |
| 5    | Fundación-Orbea  | a 16'54"  |